# Stepne, Zaporijjea
Stepne (în ucraineană Степне) este localitatea de reședință a comunei Stepne din raionul Zaporijjea, regiunea Zaporijjea, Ucraina.

## Demografie
Componența lingvistică a localității Stepne
     Ucraineană (87,51%)
     Rusă (12,29%)
     Alte limbi (0,14%)
Conform recensământului din 2001, majoritatea populației localității Stepne era vorbitoare de ucraineană (87,51%), existând în minoritate și vorbitori de rusă (12,29%).